# Rushford (New York)
Rushford est une ville du comté d'Allegany, dans l'État de New York, aux États-Unis,. En 2020, elle comptait une population de 1 085 habitants, estimée au 1er juillet 2021 à 1 077 habitants.

## Histoire
Le premier colon est arrivé en 1808. La ville de Rushford est formée en 1816 à partir d'une partie de la ville de Caneadea. Une partie de Rushford est prise pour former la ville plus récente de New Hudson, en 1825.
Lorsque le lac Rushford (en) a été formé par un barrage sur le cours d'eau Caneadea Creek, en 1927, les communautés d'East Rushford et de Kelloggville ont été submergées par la montée des eaux.

## Démographie
Lors du recensement de 2020, la ville comptait une population de 1 085 habitants. Elle est estimée, en 2021, à 1 077 habitants.